# 南美洲旗帜列表
这是一个有关于南美洲国家国旗和相关区域国际组织旗帜的条目。

一張包含所有南美洲國家的國旗地圖

| 阿根廷         | 2:3 | 国旗 | 阿根廷共和國           | 巴西     | 7:10 | 國旗 | 巴西聯邦共和國         |
| 智利           | 2:3 | 國旗 | 智利共和國             | 玻利維亞 | 2:3  | 國旗 | 多民族玻利維亞國       |
| 秘魯           | 2:3 | 國旗 | 秘魯共和國             | 委內瑞拉 | 2:3  | 國旗 | 委內瑞拉玻利瓦爾共和國 |
| 哥伦比亚       | 2:3 | 國旗 | 哥倫比亞共和國         | 巴拿马   | 2:3  | 國旗 | 巴拿馬共和國           |
| 厄瓜多尔       | 2:3 | 國旗 | 厄瓜多爾共和國         | 圭亚那   | 3:5  | 國旗 | 圭亞那合作共和國       |
| 蘇利南         | 2:3 | 國旗 | 蘇里南共和國           | 厄瓜多尔 | 2:3  | 國旗 | 厄瓜多爾共和國         |
| 乌拉圭         | 2:3 | 國旗 | 烏拉圭東岸共和國       | 巴拉圭   | 3:5  | 國旗 | 巴拉圭共和國           |
| 千里達及托巴哥 | 3:5 | 國旗 | 特立尼達和多巴哥共和國 | 格林纳达 | 3:5  | 國旗 | 格林納達               |

## 国际组织旗帜
- 安第斯条约组织旗帜
- 加勒比共同体旗帜
- 南方共同市场旗帜
- 石油输出国组织旗帜
- 南美洲国家联盟旗帜
- 法语圈国际组织旗帜
- 欧盟旗帜（法属圭亚那使用）

## 主权国家国旗
- 阿根廷国旗
另见：阿根廷旗帜列表
- 玻利维亚国旗
- 巴西国旗
另见：巴西旗帜列表
- 智利国旗
- 哥伦比亚国旗
另见：哥伦比亚旗帜列表
- 厄瓜多尔国旗
- 圭亚那国旗
- 格林納達国旗
- 巴拉圭国旗
- 秘鲁国旗
- 苏里南国旗
- 特立尼达和多巴哥国旗
- 乌拉圭国旗
- 委内瑞拉国旗

### 海外属地或政治实体旗帜
- 阿鲁巴旗帜 
( 荷蘭)
- 博奈尔旗帜
( 荷蘭)
- 库拉索旗帜
( 荷蘭)
- 福克兰群岛旗帜
( 英国)
- 法属圭亚那旗帜
( 法國)
- 南乔治亚岛与南桑威奇群岛旗帜 
( 英国)